# مورسو، تحقيق مضاد (رواية)
مورسو، تحقيق مضاد هي أول رواية للكاتب والصحفي الجزائري كامل داود. تعتبر الرواية إعادة سرد لرواية ألبير كامو الغريب المنشورة عام 1942. نشرت الرواية أول مرة في الجزائر دار البرزخ في أكتوبر 2013، وأعاد إصدارها في فرنسا ار أكت سود في مايو 2014. تبع نشرها في فرنسا ترشحيها للعديد من الجوائز.

## العلاقة مع روايةالغريبلكامو
يقتل مورسو، بطل رواية الغريب لألبير كامو، شخصية معروفة باسم "العربي"، قائلاً في محاكمته: إن القتل كان بادرة لا معنى لها بسبب ضربة شمس أو غياب الله. ترك كامو ضحية مورسو بلا اسم، لكن أطلق عليه كامل داود اسم موسى. تُعيد رواية كمال النظر في هذه الأحداث، ولكن من وجهة نظر هارون شقيق موسى.
يعتبر إعطاء اسم لضحية مورسو المجهولة أكثر من مجرد إحياء شخصية ثانوية. وقال داود في مقابلة مع مجلة لوس أنجلوس ريفيو أوف بوكس: "اعتاد الرجل الأبيض منذ العصور الوسطى تسمية إفريقيا وجبال وحشرات آسيا، مع إنكار أسماء البشر الذين يقابلونهم عن طريق إزالة أسمائهم، ويرتكبون جرائم مُبتذلة. ومن خلال المطالبة باسمك، فإنك تطالب أيضًا بإنسانيتك وبالتالي الحق في العدالة".
وعندما سُئل في المقابلة نفسها عما دفعه لتأليف الكتاب، شدد داود على مركزية رواية الغريب في هويته ككاتب فرنكوفوني جزائري. وأكد داود في مقابلات أخرى على الدور الأساسي الذي لعبته رواية الغريب في نشأة روايته، واصفًا روايته بـ "حوار مع كامو".
تمت الإشارة إلى رواية أخرى لكامو السقوط في كتاب داود من خلال أسلوب السرد. 

## استقبال نقدي
بعد أن ترجم الكتاب إلى اللغة الإنجليزية ار جون كولين ونشرته دار الأخرى في عام 2015، تلقى الكتاب مراجعات إيجابية في المنشورات باللغة الإنجليزية. كتبت عنها آزاده مافيني في مجلة فاينانشيال تايمز ووصفتها بأنها "ربما تكون أهم رواية خرجت من الشرق الأوسط في الحقبة الحديثة". ووصفتها ليلى العلمي، التي كتبت لمجلة نيويورك تايمز بوك ريفيو، بأنها "رواية جديدة غنية ومبتكرة" لداود. ووصفها ميتشيكو كاكوتاني بأنه "مذهل". وفي أبريل 2015، ظهر مقتطف من رواية مورسو، تحقيق مضاد في صحيفة نيويوركر.

## الجدل الديني في الجزائر
صدر تهديد بالقتل ضد داود في 16 كانون الأول (ديسمبر) 2014 من صفحة على فيسبوك مقفلة الآن. أصدر الفتوى عبد الفتاح حمادش، الداعية الإسلامي المتطرف الذي يقود جماعة سلفية تسمى جبهة الصحوة الإسلامية. ووصف حمادش داود بالمرتد وعدو الدين والمنحرف والمتواطيء. وطالب الدولة الجزائرية بإعدام داود على أساس أنه يقود حربا على الله والنبي.
وتقدم داود بشكوى بارتكاب التحريض لدى وزارة الشؤون الدينية. كما وقع العديد من الأفراد والجماعات على عرائض ونشروا رسائل مفتوحة لدعم داود.

## الأوسمة والجوائز
- جائزة غونكور الأولى للرواية لعام 2015.
- 2014: جائزة فرانسوا مورياك.
- 2014: جائزة القارات الخمس للفرنكوفونية.

## روابط خارجية
- داود كامل. ترجمه إلى الإنجليزية جون كولين. " موسى " ( أرشيف ). نيويوركر. 6 أبريل 2015. تم الاسترداد في 7 كانون الأول 2015.

قالب:The Stranger (Camus novel)